# 盧貴人
盧貴人，名桂芳，河南開封府扶溝縣人。盧欽之孫女，盧大亨之女。明朝明世宗朱厚熜之貴人。

## 生平
根據《明世宗肅皇帝實錄》的記載，嘉靖四十三年三月初十日，河南開封府扶溝縣民盧欽赴京進獻其孫女，「詔納入宮，賜欽父子銀幣，復其家」。地方方志對盧貴人的生平事蹟有更詳細的記載，例如趙玄矅撰《盧貴人傳》稱盧貴人是扶溝縣盧大亨之女，名為桂芳。盧氏剛三歲時，生母王氏去世，便交由仲母劉氏養育。有一次，盧氏的舅父將她帶到他的家中。半夜時分，盧氏突然大哭，舅父問她為何大哭，盧氏回覆說：「聖人撻我不讀書耳！」舅父對她的說話感到驚駭，趕緊把她送回家。從此以後，她就異常聰明穎悟。盧父教她《尚書》、《論語》、《列女傳》等書時，都能夠理解得清清楚楚。盧氏曾隨盧父遊覧學宮明倫堂，見到牆上宋朝狀元文天祥所書的「魁」字。她凝視良久，忽然領悟道：「得之矣！」急忙提筆摹寫，竟超越原作。學者胡伯涵聽聞此事，便召見她，看到其筆墨飄逸，非凡人所能，拍手叫好，並對盧父說：「此香奩中奇也，盍貴之！」盧氏父女回家途中，遇到一位舉人呵斥路人，盧氏指責他說：「斯豈孔子鄉黨恂恂如耶？」該舉人聽後震驚，從此遠近皆知盧家有個神異的女兒。盧桂芳十三歲時，盧父帶同女兒書寫的七個大字「帝德廣運仁者壽」，進京獻表，但被當時的官員壓下奏章，未向嘉靖帝上報。次年，嘉靖四十二年，嘉靖帝下詔徵選民間才德兼備的女子。禮部尚書李春芳檢視盧父的舊奏後，發文到河南藩司，命他們敦促逼迫盧氏入宮。其後，盧桂芳應詔入宮，因擅長大篆書法而受到嘉靖帝的寵愛，賜她印綬，掌管一切書翰事務。盧貴人總共侍奉了嘉靖帝三年，最終在四十五歲時去世。盧貴人天資聰敏，無書不讀，尤其擅長研究國家大事。每次被嘉靖帝咨詢意見時，盧氏多有進言，侃侃而談，令嘉靖帝聽得津津有味，常稱她為「文曲星」。盧貴人得到嘉靖帝的賞識正值道士得勢之時，當時嘉靖帝並不願意傾聽朝臣的勸諫，卻會願意傾聽她的建議。盧大亨因女兒被封為貴人，每年都得到朝廷供給的祿米、庫銀和彩緞，盧家有十三人被賜予冠帶，繇役亦被免除。可惜，盧貴人很早就入宮，留存的書法作品極少，趙玄矅家中僅存大篆一幅，紙張已腐朽，色彩亦已剝落，幾乎不能觸碰，但字的神韻姿態隱約可見，彷彿要飛動起來。除此之外，趙玄矅稱老輩有傳聞指盧貴人寫小字時細得像蠅頭一樣，而寫方丈大字時，盧貴人首先會以沙鋪地，紙覆其上，然後用麻捆扎成筆，蘸滿墨汁後拖著行走，用腳拉出鈎、撇等筆畫，又會把衣物投進墨缸里，擲以為點。